# 야나기타 미유키
야나기타 미유키(일본어: 柳田 美幸, 1981년 4월 11일 ~ )는 일본의 은퇴한 여자 축구 선수이다.

## 국가대표팀 경력
그녀는 1997년 AFC 여자 축구 선수권 대회에 참가할 일본 국가대표팀에 발탁되었으며, 12월 5일 괌와의 경기에서 데뷔했다. 2001년 AFC 여자 축구 선수권 대회 준우승, 2006년 아시안 게임 은메달, 2008년 동아시아 축구 선수권 대회 우승. 3번의 FIFA 여자 월드컵, 2번의 하계 올림픽에도 출전했다. 2008년 하계 올림픽 4강에 기여. 그녀는 2008년까지 국제 A매치 91경기에 출전하여 11득점을 넣었다.

## 통계
| 일본 | 일본 | 일본 |
| 연도 | 출전 | 득점 |
| ---- | ---- | ---- |
| 1997 | 3    | 2    |
| 1998 | 0    | 0    |
| 1999 | 7    | 0    |
| 2000 | 3    | 0    |
| 2001 | 1    | 0    |
| 2002 | 10   | 1    |
| 2003 | 3    | 0    |
| 2004 | 11   | 0    |
| 2005 | 9    | 3    |
| 2006 | 15   | 4    |
| 2007 | 14   | 1    |
| 2008 | 15   | 0    |
| 통산 | 91   | 11   |